# Ceriana vicina
Ceriana vicina är en tvåvingeart som först beskrevs av Kertesz 1902.  Ceriana vicina ingår i släktet griffelblomflugor, och familjen blomflugor.
Artens utbredningsområde är Peru. Inga underarter finns listade i Catalogue of Life.